# Ed Balls
Edward Michael "Ed" Balls (Norwich, 25 de fevereiro de 1967) é um político britânico membro dos partidos Partido Trabalhista e Partido Cooperativo. Ele foi Membro do Parlamento (MP) por Normanton de 2005 a 2010 e por Morley e Outwood de 2010 a 2015.
Balls foi Assessor-Chefe Econômico do Tesouro (1997-2004), Secretário Econômico do Tesouro (2006-07) e atuou como Secretário de Estado para Crianças, Escolas e Famílias no governo de Gordon Brown, de 2007 a 2010. Ele era Chanceler do Tesouro Paralelo , no momento de sua derrota eleitoral, o que foi descrito por Larry Elliott do The Guardian como o "Momento Portillo" da eleição.
Atualmente, ele é um membro sênior do Centro Mossavar-Rahmani de Negócios e Governo da Kennedy School da Universidade de Harvard, e professor visitante do Instituto de Política no King's College de Londres. Ele foi nomeado presidente do Norwich City F. C. em dezembro de 2015.
Balls é casado com a ex-Secretária de Estado Paralelo e MP do Partido Trabalhista, Yvette Cooper. Em junho de 2007, eles se tornaram o primeiro casal a servir juntos no Gabinete do Reino Unido quando Cooper tornou-se Chefe da Secretaria do Tesouro.

## Juventude
O pai de Balls, Michael Bolas, é zoólogo; sua mãe, Carolyn Janet Balls (nascida em Riseborough). Seu irmão mais novo é Andrew Balls, o chefe de operações européias em título e investimento na empresa PIMCO.
Balls nasceu em Norwich e foi educado na escola primária de Bawburgh em Norwich, escola primária de Crossdale Drive em Keyworth, Nottinghamshiree, em seguida, no internato para meninos de Nottingham High School, onde tocava o violino. Leu Filosofia, Política e Economia no Keble College, Oxford, onde se formou com honras de primeira classe — de acordo com John Rentoul em The Independent — à frente de David Cameron. Mais tarde, participou da John F. Kennedy School of Government, de Harvard, onde foi bolsista com especialização em Economia.
Balls juntou-se ao Partido Trabalhista em 1983, ainda na escola. Em Oxford, foi um membro parcialmente ativo do Clube do Trabalhador, mas também inscreveu-se no Clube Liberal, bem como a Associação Conservadora, "porque eles costumavam reservar palestras de políticos de peso e apenas os membros podiam assistir suas palestras", segundo amigos. Balls foi um membro fundador do clube de bebidas só para homens, The Steamers, e sofreu certo constrangimento quando uma foto desta época dele vestindo uniforme nazista apareceu nos jornais.

### Início da carreira
De 1988 a 1990 Balls foi um Professor Associado na Harvard University. Integrou o Financial Times em 1990 como redator chefe de economia até momento de sua indicação como consultor de economia  para o Chanceler Paralelo de Gordon Brown em 1994. Quando o Partido Trabalhista venceu as eleições gerais em 1997, Brown se tornou Chanceler e Balls continuou como seu consultor de economia; acabou por se tornar Consultor Chefe de Economia do Tesouro.

## Carreira Política
Em julho de 2004, Balls foi selecionado para se apresentar como candidato a um assento no parlamento de Normanton em West Yorkshire pelo Partido Cooperativo, um acento estratégico para os trabalhistas do qual o MP, Bill O'Brien, estava se aposentando. Deixou o cargo de Consultor Chefe de Economia do Tesouro Real, mas foi agraciado com uma posição no Smith Institute, um think tank sobre política. Posteriormente, o Tesouro Real e o Escritório do Gabinete afirmaram que "os procedimentos foram normais e apropriados".

### Membro do Parlamento
Nas Eleições Gerais de 2005, foi eleito membro do parlamento por Normanton com uma maioria de 10.002  votos (51.2%). Depois que a Boundary Commission propôs mudanças que aboliriam seu Círculo Eleitoral, Balls realizou campanhas aliado ao jornal local, Wakefield Express, para salvar o assento, e com outros três membros do parlamento por Wakefield (sua mulher Yvette Cooper, Mary Creagh e Jon Trickett), lutou uma batalha com um mal sucedido processo na Suprema Corte contra a proposta da Boundary Commission.